# The Score (álbum)
| Críticas profissionais | Críticas profissionais |
| Avaliações da crítica  | Avaliações da crítica  |
| Fonte                  | Avaliação              |
| ---------------------- | ---------------------- |
| Allmusic               | [ 1 ]                  |
| Robert Christgau       | A                      |
| Entertainment Weekly   | A                      |
| Los Angeles Times      | [ 4 ]                  |
| The New York Times     | (favorável)            |
| Q                      | [ 6 ]                  |
| Rolling Stone          | 1996                   |
| Rolling Stone          | 2004                   |
| The Source             | [ 9 ]                  |
| Spin                   | 9/10                   |

The Score é o segundo e último álbum de estúdio do trio de hip hop Fugees, lançado mundialmente em 13 de Fevereiro de 1996 pela Columbia Records. O álbum apresenta uma vasta variedade de samples e instrumentos, com muitos aspectos do hip hop alternativo que viria a dominar a cena do hip hop no meio dos anos 1990. A produção de The Score foi tratada na maioria pelos próprios Fugees e Jerry Duplessis, com produção adicional de Salaam Remi, John Forté, Diamond D, e Shawn King. As participações especiais são dos membros do Outsidaz Rah Digga, Young Zee e Pacewon, assim como Omega, John Forté, e Diamond D. A maioria das versões do álbum apresenta quatro faixas bônus, incluindo três remixes de "Fu-Gee-La", e uma curta faixa solo acústica de Wyclef Jean chamada "Mista Mista".
Desde seu lançamento, The Score foi um sucesso comercial, chegando ao número um em ambas as paradas Billboard 200, e Top R&B/Hip Hop Albums (foi o álbum número um na última na parada de fim de ano). Os singles "Killing Me Softly," "Fu-Gee-La," e "Ready or Not" também alcançaram notável sucesso nas paradas, e ajudaram o grupo a atingir reconhecimento mundial. Em 3 de Outubro de 1997, The Score foi certificado como disco de platina sextupla pela Recording Industry Association of America (RIAA). Em adição a ter recebido avaliações favoráveis desde seu lançamento, o álbum também conseguiu aclamação através dos anos, com vários críticos e publicações o notando como um dos melhores álbuns dos anos 1990, assim como um dos melhores álbuns de hip hop de todos os tempos. Em 1998, o álbum foi incluido na lista dos 100 melhores álbuns de rap da revista The Source, e em 2003, foi ranqueado o número 477 na lista dos 500 Melhores Álbuns de Todos os Tempos da revista Rolling Stone. Este álbum está na lista dos 200 álbuns definitivos no Rock and Roll Hall of Fame.

## Lista de faixas
| #  | Título                                | Intérprete(s) | Produtor(es)                        | Sample(s) / Interpolação | Duração |
| -- | ------------------------------------- | --- | ----------------------------------- | --- | ------- |
| 1  | "Red Intro"                           | - DJ Red Alert / Ras Baraka | —                                   | — | 1:52    |
| 2  | "How Many Mics"                       | - Intro: Wyclef Jean / Lauryn Hill - Chorus: Wyclef Jean / Lauryn Hill - First verse: Lauryn Hill - Second verse: Wyclef Jean - Third verse: Pras                                                                             | Fugees, Shawn King, Jerry Duplessis | - "Twilight Time" performed by The Moody Blues | 4:29    |
| 3  | "Ready or Not"                        | - Chorus: Lauryn Hill - First verse: Wyclef Jean - Second verse: Lauryn Hill - Third verse: Pras | Fugees, Jerry Duplessis             | - "Boadicea" performed by Enya - "Django" performed by Modern Jazz Quartet - "Ready or Not, Here I Come (Can't Hide from Love)" performed by The Delfonics - "God Made Me Funky" performed by The Headhunters                                                  | 3:47    |
| 4  | "Zealots"                             | - Chorus: Wyclef Jean - First verse: Wyclef Jean - Second verse: Lauryn Hill - Third verse: Wyclef Jean - Fourth verse: Pras                                                                                                  | Fugees, Jerry Duplessis             | - "I Only Have Eyes for You" performed by The Flamingos - "I Ain't Got Nothin' " performed by The Temptations | 4:21    |
| 5  | "The Beast"                           | - Chorus: Wyclef Jean - First verse: Lauryn Hill - Second verse: Wyclef Jean - Third verse: Wyclef Jean - Fourth verse: Lauryn Hill - Fifth verse: Wyclef Jean - Sixth verse: Wyclef Jean - Seventh verse: Pras               | Fugees, Jerry Duplessis             | — | 5:37    |
| 6  | "Fu-Gee-La"                           | - First verse: Wyclef Jean - Chorus: Lauryn Hill - Second verse: Lauryn Hill - Third verse: Pras - Fourth verse: Wyclef Jean                                                                                                  | Salaam Remi                         | - "Ooo La La La" performed by Teena Marie - "(If Loving You Is Wrong) I Don't Want to Be Right" performed by Ramsey Lewis | 4:20    |
| 7  | "Family Business"                     | - Backing vocals: Lauryn Hill - First verse: Omega - Second verse: Wyclef Jean - Third verse: Wyclef Jean - Fourth verse: Lauryn Hill - Fifth verse: Lauryn Hill - Sixth verse: John Forté - Outro: Wyclef Jean / Lauryn Hill | Fugees, John Forté, Jerry Duplessis | - "Je Vais T'Aimer" performed by Michel Sardou | 5:44    |
| 8  | "Killing Me Softly"                   | - Intro: Wyclef Jean / Lauryn Hill - Verses, chorus: Lauryn Hill | Fugees, Jerry Duplessis             | - "Bonita Applebum" performed by A Tribe Called Quest - "Killing Me Softly with His Song" performed by Roberta Flack - "Fool Yourself" performed by Little Feat - "Memory Band" performed by Rotary Connection - "The Day Begins" performed by The Moody Blues | 4:59    |
| 9  | "The Score"                           | - First verse: Wyclef Jean - Second verse: Wyclef Jean - Third verse: Pras - Fourth verse: Lauryn Hill - Fifth verse: Diamond D                                                                                               | Diamond D, Fugees, Jerry Duplessis  | - "Dove" performed by Cymande - "My Melody" performed by Eric B. & Rakim - "Planet Rock" performed by Afrika Bambaataa | 5:02    |
| 10 | "The Mask"                            | - Chorus: Fugees - First verse: Wyclef Jean - Second verse: Lauryn Hill - Third verse: Pras | Fugees, Jerry Duplessis             | - "Nights in White Satin" performed by The Moody Blues | 4:51    |
| 11 | "Cowboys"                             | - Chorus: Wyclef Jean - First verse: Pacewon / Wyclef Jean - Second verse: Lauryn Hill / Rah Digga - Third verse: Pras / Young Zee - Fourth verse: John Forté                                                                 | Fugees, John Forté, Jerry Duplessis | - "Something 'Bout Love" performed by The Main Ingredient - "The Gambler" performed by Kenny Rogers - "Soul Makossa" performed by Manu Dibango | 5:24    |
| 12 | "No Woman, No Cry"                    | - Wyclef Jean | Fugees, Jerry Duplessis             | - "No Woman, No Cry" performed by Bob Marley & The Wailers | 4:33    |
| 13 | "Manifest/Outro"                      | - First verse: Wyclef Jean - Second verse: Lauryn Hill - Third verse: Pras - Outro: DJ Red Alert | Fugees, Jerry Duplessis             | - "Rock Dis Funky Joint" performed by Poor Righteous Teachers | 6:00    |
| 14 | "Fu-Gee-La" (Refugee Camp Remix)      | - First verse: Wyclef Jean - Chorus: Wyclef Jean - Second verse: John Forté - Third verse: Lauryn Hill - Fourth verse: Pras - Fifth verse: Wyclef - Outro: Wyclef Jean                                                        | Fugees, Jerry Duplessis             | — | 4:24    |
| 15 | "Fu-Gee-La" (Sly & Robbie Mix)        | - Intro: Sly & Robbie - First verse: Wyclef Jean - Chorus: Lauryn Hill - Second verse: John Forté - Third verse: Lauryn Hill - Fourth verse: Pras - Fifth verse: Wyclef Jean - Outro: Akon                                    | Handel Tucker                       | — | 5:28    |
| 16 | "Mista Mista"                         | - Wyclef Jean | Wyclef Jean                         | — | 2:42    |
| 17 | "Fu-Gee-La" (Refugee Camp Global Mix) | - First verse: Wyclef Jean - Chorus: Lauryn Hill - Second verse: Lauryn Hill/ Wyclef Jean - Third verse: Pras - Fourth verse: Wyclef Jean                                                                                     | Fugees                              | — | 4:20    |

## Paradas musicais
| Paradas (1996)                    | Melhor posição |
| --------------------------------- | -------------- |
| Australian Albums Chart           | 5              |
| Austrian Albums Chart             | 1              |
| Belgian (Flanders) Albums Chart   | 1              |
| Belgian (Wallonia) Albums Chart   | 1              |
| Finnish Albums Charts             | 3              |
| French Albums Chart               | 1              |
| Netherland Albums Chart           | 1              |
| New Zealand Albums Chart          | 4              |
| Norwegian Albums Chart            | 1              |
| Swedish Albums Chart              | 2              |
| Swiss Albums Chart                | 1              |
| U.S. Billboard 200                | 1              |
| U.S. Billboard R&B/Hip-Hip Albums | 1              |

| Parada (1990–1999) | Posição |
| ------------------ | ------- |
| U.S. Billboard 200 | 58      |

| Ano  | Canção              | Posições nas paradas | Posições nas paradas             | Posições nas paradas               | Posições nas paradas |
| Ano  | Canção              | Billboard Hot 100    | Hot R&B/Hip-Hop Singles & Tracks | Hot Dance Music/Maxi-Singles Sales | Rhythmic Top 40      |
| ---- | ------------------- | -------------------- | -------------------------------- | ---------------------------------- | -------------------- |
| 1995 | "Fu-Gee-La"         | 29                   | 13                               | 1                                  | 26                   |
| 1996 | "Killing Me Softly" | 2                    | 1                                | —                                  | 1                    |
| 1996 | "Ready or Not"      | 69                   | 22                               | —                                  | 34                   |

| País           | Certificação | Vendas    |
| -------------- | ------------ | --------- |
| Áustria        | Platina      | 20,000    |
| Canadá         | 5× Platina   | 500,000   |
| União Europeia | 5× Platina   | 5,000,000 |
| França         | Diamante     | 1,000,000 |
| Alemanha       | Platina      | 500,000   |
| Reino Unido    | 4× Platina   | 1,200,000 |
| Estados Unidos | 6× Platina   | 5,839,000 |

| Precedido por Fairweather Johnson de Hootie & the Blowfish | Álbum número um na Billboard 200 em 1996 25 de Maio - 21 de Junho de 1996 | Sucedido por Load by Metallica |